# لوكاس كالديرون
لوكاس كالديرون (بالإسبانية: Lucas Calderón)‏ (20 يونيو 1998 في الأرجنتين - ) هو لاعب كرة قدم أرجنتيني في مركز الهجوم. لعب مع جيمناسيا لابلاتا.

## وصلات خارجية
- لوكاس كالديرون على موقع قاعدة بيانات كرة القدم.إي يو (الإنجليزية)
- لوكاس كالديرون على موقع Soccerway.com (الإنجليزية)
- لوكاس كالديرون على موقع عالم كرة القدم.نت (الإنجليزية)